# 鳳眼糕
鳳眼糕為台灣彰化鹿港當地的特色糕點，因其形狀如美女鳳眼而得其名。原料為白米及白糖，在早期社會米與糖是屬稀有珍貴的食材，故鳳眼糕在當時是非常精緻及有錢人家才吃得起的點心。另也因其易碎不易拿，有一說為非文人的巧勁是無法享用的。

## 創始者
鳳眼糕創始者是一位從泉州來鹿港的糕餅名師鄭槌所研發，其亦是鄭玉珍糕餅店的第一代祖先。

## 典故
鳳眼糕最早為書齋點心，由於鹿港早期文風鼎盛，文人雅仕常聚於書齋清談時事、吟詩作對，讓文人能一邊品茗賞花一邊享用，因此最道地的吃法為一本書、一口茶配一口鳳眼糕。

## 製作方式
將綿白糖放入甕中，置於地窖三~六個月，使其發酵；將在來米最菁華的米心磨成米麩，與發酵後的綿白糖混合，再用桿麵棍來回壓實後，只過篩出最細緻的粉末，放進鳳眼糕的模具中成型。

## 口感
由於原料只有白米與白糖，含在口中數秒後，入口即化，可品嚐出米與糖最單純的味道。